# Göran du Rées
Göran Carl-Åke du Rées, född 12 maj 1947 i Kristianstad i Skåne, är en svensk regissör, manusförfattare, filmfotograf och professor vid Göteborgs universitet.

## Biografi
Du Rées utbildade sig vid Strömholms fotoskola 1968-1971. Han har regisserat ett 20-tal kort- och dokumentärfilmer och de uppmärksammade långfilmerna Målaren (1982) och S/Y Glädjen (1989). Han har haft flera filmer representerade vid Cannes, Berlins och Moskvas filmfestivaler.
Han har under hela sin karriär varit filmpolitiskt aktiv som ordförande i Teaterförbundets Filmavdelning, vice ordförande i Teaterförbundet samt varit med att starta Filmcentrum och Folkets Bio. Han var tidigare ledamot i Svenska Filminstitutets styrelse.
1997 initierade Du Rées en ny filmutbildning på universitetsnivå i Göteborg, Filmhögskolan vid Göteborgs Universitet (idag Akademin Valand - film). Han blev också den första professorn i filmregi i Sverige och Filmhögskolans konstnärliga ledare fram till 2014.
Mellan åren 2006 och 2010 ingick Du Rées i forskningsprojektet Passionen för det reala, finansierat av Vetenskapsrådet. Inom ramen för projektet utfördes studien Dokument – Verklighet – Sanning som undersökte användningen av den rörliga bilden vid Skotten på Vasaplatsen och i efterföljande rättegångar. Studien publicerades 2010 i nummer 9 av ArtMonitors bokserie. Mellan 2009 och 2012 bedrev Du Rées forskningsprojektet Blicken på Kopparmärra, vilket syftade till att hitta nya användbara begrepp för film och rörlig bild. Även detta projekt finansierades av Vetenskapsrådet.
Du Rées har mottagit flera priser och utmärkelser för sina insatser. 1982 tilldelades han Kurt Linder-stipendiet och 1997 Guldhatten. Han var även nominerad vid Moskvas internationella filmfestival 1983 för sina insatser i Målaren, dock utan att vinna priset.

## Filmografi
Manus
- 1982 – Målaren
- 1983 – Jacob Smitaren
- 1985 – Kärlek till trä
- 1986 – Kärlek till kalkonen
- 1987 – Panta Rei
- 1989 – S/Y Glädjen
- 1995 – Tag ditt liv

Regi
- 1973 – För var och en ni dömer kommer tio till
- 1976 – Käck rebell
- 1978 – Tältet
- 1982 – Målaren
- 1983 – Jacob Smitaren
- 1984 – Aldrig mera krig
- 1985 – Kärlek till trä
- 1985 – 1985. Vad hände katten i råttans år?
- 1986 – Kärlek till kalkonen
- 1987 – Panta Rei
- 1987 – Birgitta svit
- 1989 – S/Y Glädjen
- 1995 – Tag ditt liv
- 1995 – Happy Hour

## Priser och utmärkelser
- 1982 – Kurt Linder-stipendiet
- 1997 – Guldhatten

### Fotnoter
1. 1 2 3  ”Göran du Rées”. Svensk Filmdatabas. http://sfi.se/sv/svensk-filmdatabas/Item/?type=PERSON&itemid=69868&iv=OVERVIEW. Läst 16 maj 2013.
2. 1 2 3 4  ”Göran du Rées”. Göteborgs universitet. Arkiverad från originalet den 6 juli 2013. https://archive.is/20130706115536/http://www.gu.se/omuniversitetet/personal/?userId=23061. Läst 16 maj 2013.
3. ↑  ”Göran du Rées”. IMDb.com. http://www.imdb.com/name/nm0238966/?ref_=tt_ov_wr. Läst 16 maj 2013.